# ارمس پورو
ارمس پورو (انگلیسی: Ermes Purro؛ زادهٔ ۱۷ ژوئن ۱۹۹۹) بازیکن فوتبال اهل ایتالیا است.